# Веспазијан
Тит Флавије Веспазијан (лат. Titus Flavius Vespasianus, касније, као цар, Caesar Vespasianus Augustus), био је римски цар од 69. до 79. године. Рођен је 17. новембра 9. године у граду Фалакрина, а умро је као римски цар 23. јуна 79. године. Владавину је започео као последњи владар у години четири цара.
Веспазијан је био први владар из династије Флавијеваца. Током своје десетогодишње власти, Веспазијан је политички и финансијски успео да стабилизује прилике у Римском царству. Веспазијан важи за једног од најважнијх царева, заједно са Октавијаном Августом и Трајаном.

## Биографија

### Веспазијан пре него што је постао цар

#### Младост и прве магистратуре
Веспазијанов отац Флавије Сабин потицао је из витешког сталежа, а не сенаторског, чији су припадници имали прилике да добију највише службе како у доба Републике, тако и у доба Римског царства. Веспазијан је тако био први цар који није припадао сенаторском сталежу. Но, један брат његове мајке је успео да постане сенатор.
Веспазијан и његов брат Тит Флавије Сабин били су први чланови њихове фамилије који су постали сенатори. Веспазијан је под Тиберијем постао војни трибун. Касније је био квестор, а под Калигулом постао је претор са четрдесет година.

#### Успон у време Клаудија
У годинама 43. и 44. током Клаудијевог похода на Британију, Веспазијан је предводио једну легију, што му је обезбедило тријумфалне инсигније. 51. Веспазијан је постао конзул, а касније је добио проконзулат у провинцији Африци. Током управљања Африком показао је поштење, па није пљачкао провинцију, као многи његови претходници. Стога је запао у финансијске тешкоће, па се морао обратити брату за помоћ.
Веспазијан је за жену изабрао особу која није имала пуно римско грађанско право. То је било веома неуобичајено. Ипак, оба сина из тог брака, Тит и Домицијан, постали су касније римски цареви.

#### Веспазијан под Нероном
Нерон је одредио да Веспазијан буде један од његових званичних пратилаца; тако је Веспазијан пратио цара када је овај ишао на пут у Грчку приликом чега је саблажњавао околину певајући и играјући. У једној таквој прилици, Веспазијан је заспао и то му је донело Неронову немилост. Ипак, поново га је Нерон прихватио, када су се на Истоку ствари закомпликовале и када је требало повести војску.
Тако је Веспазијан преузео команду у Првом Римско-Јеврејском рату. Веспазијан је на челу три легије и јаких помоћних одреда (укупно 60.000 људи) ушао у провинцију Јудеју. Борба је потрајала дуже него што се очекивало, али су на крају Римљани превладали и то под командом Тита, којег је Веспазијан, када је већ постао цар, оставио у Јудеји да заврши рат.

#### Година четири цара
Када је Веспазијан сазнао да је Нерон убијен, стао је на Галбину страну. Но, после његове смрти и Отонове кратке владавине, Вителије је преузео власт. Тада је Веспазијан одлучио да се умеша директно у борбу. Обезбедио је подршку управника Сирије, Гаја Лицинија Муцијана, а затим и префекта Египта, Тиберија Јулија Александра. 1. јула 69. године Веспазијан је био извикан за цара; убрзо су се за Веспазијана изјасниле све легије на Истоку и на дунавском лимесу. Тиме је Веспазијан постао командант огромне војске.
Веспазијан није журио. Контролишући преко Тиберија Јулија Александра египатско жито, он је могао изгладњивати Рим и тиме слабити Вителијеву позицију. У часу када је требало кренути према Италији, Веспазијан је напустио опсаду Јерусалима и препустио је своме сину Титу. Дунавске трупе под командом Марком Антонијем Примом су се приближиле Италији. Примове трупе су упале у Рим 20. децембра 69. године. Дошло је до битке у граду при чему је погинуо Вепсазијанов брат Сабин. Вителије је убрзо био убијен и власт је тако прешла у руке Веспазијана, који је средином 70. године ушао у Рим. Сместа је утицао да буде донесен lex de imperio Vespasiani, којим је законски озваничен његов положај принцепса.

### Веспазијан као цар

#### Војна и одбрамбена политика
Сенат је прогласио Веспазијана за цара децембра 69., док се он још увек налазио у Египту (где је прихваћен за цара неколико месеци раније). Гај Лициније Муцијан, гувернер Сирије и Веспазијанов пријатељ, стигао је у Рим на челу легија и у царевом одсуству управљао државом, уз помоћ царевог млађег сина, Домицијана. Муцијан је одмах почео са пореским реформамама, да би поново напунио испражњену ризницу. Након Веспазијановог повратка, Муцијан је саветовао новог императора да сакупи што више новца од пореза.
Веспазијан и Муцијан поново су активирали старе порезе, увели нове, повећали приходе из провинција и будно пазили на званичнике задужене за ризницу.
Латинска пословица: "Pecunia non olet" (Новац не смрди), можда је настала када је уведен порез на јавне тоалете.
Почетком 70. године Веспазијан се и даље налазио у Египту, најбогатијој провинцији царства од које је умногоме зависило снабдевање Рима житом. Веспазијан је проводио време у Египту јачајући своју власт и стабилизујући прилике у провинцији. Ипак, ситуација у царству још увек је била нестабилна.
Рат у Јудеји трајао је још од 66. године све док Веспазијанов старији син, Тит - коме је Веспазијан поверио команду у рату против Јевреја након што је проглашен за цара и кренуо за Египат - коначно није сломио отпор побуњеника и после тешке и крваве опсада заузео Јерусалим када је уништен други јеврејски храм.
Према историчару Евсевију, Веспазијан је наредио да се ухвате сви преостали потомци Давидове лозе.
У јануару исте године избила је побуна у Галији и Германији, позната као Батавски устанак. Вође побуне били су Гај Јулије Цивил и Јулије Сабин који је тврдио да је потомак Гаја Јулија Цезара те се прогласио за цара Галије. Побуњеници су успели да победе две легије пре него што је устанак угушио Веспазијанов зет, Квинт Церијал, крајем 70. године.

#### Консолидовање власти и финансијска политика
Средином 70. године Веспазијан се вратио у Рим и одмах је отпочео да осигурава свој положај и спречи могућност нових побуна. Доделио је богате дарове многима у војсци и јавности. Војници лојални Вителију су отпуштени из службе и кажњени.
Веспазијан је започео и опсежну пропагандну кампању. Царством су кружиле приче о императору надљудских способности којем је било суђено да дође на власт. Скоро трећина свег новца искованог за време Веспазијанове владавине славило је његове војне успехе и мир који је уследио након турбулентне Неронове владавине и хаоса у грађанском рату 68—69.
Нерон је оставио велике дугове држави. Веспазијан је покушао на сваки начин да их исплати. Између осталог, увео је порезе на градске клозете у Риму. Када му се Тит на то пожалио, овај му је показао златник који потиче од тог пореза и Тит је морао да се сложи да златник не смрди. На то му је Веспазијан рекао : „Ипак, потиче од мокраће.“
У стварности Веспазијан је преузео царство које је било на ивици банкрота. Веспазијан је санирао државне финансије са великим успехом. Веспазијан је тако порез који је Нерон опростио Ахаји (због свог филхеленизма) сместа вратио натраг. Веспазијан је установио три посебне касе: fiscus Iudaicus, fiscus Alexandrinus и fiscus Asiaticus. Сигурно је опоравку римских финансија помогао и огроман плен из Јерусалимског Храма, освојен после Првог римско-јеврејског рата.
У часу када је умирао, Веспазијан је иза себе оставио пуну државну касу без дугова. Његову финансијску политику хвале и Светоније и Тацит.
Веспазијан је новчано подржавао писце, многи знаменити антички историчари, укључујући Тацита, Светонија, Јосифа Флавија и Плинија Старијег, били су Веспазијанови савременици.
Готово сви они писали су несумњиво позитивно о Веспазијану, истовремено осуђујући претходне цареве. Тацит је дуговао свој положај Веспазијану, Флавије Јосиф сматрао га је заштитником и спасиоцем док је Плиније Старији посветио своје најзначајније дело, Историју Природе, Веспазијановом сину Титу.

#### Политичке реформе и учвршћење власти
Веспазијан се угледао у много чему на политику Октавијана Августа. Поред тога је био присталица Клаудијевог централизма. Био је присталица апсолутистичке владавине: од 73. сам је постао цензор да би тако могао да контролише сенаторе; поред тога, сам је био више пута конзул. Истовремено, Веспазијан је редовно посећивао седнице сената. Укупно, имао је добре односе са сенатом. Једна од последица његове политике је била та да су у сенат улазили све више људи из провинција.
Током Веспазијанове владавине процес романизације је добио нови замах. Тако су шпанске провинције добиле латинско грађанско право. У управљању Царством, Веспазијан се ослањао на свог сина Тита, којег је постепено спремао за свог наследника; Веспазијан је успостављао једну династију. Домицијан је тада био веран и Титу и Веспазијану.
Веспазијан је током своје владавине остао близак грађанима. Није патио од параноје која је обузимала његове претходнике. Ипак, они који би говорили против цара су кажњавани. Неколико филозофа стоичке школе оптужени су да кваре студенте неприкладним учењем због чега су прогнани.
Хелвидије Приск, про-републикански филозоф, погубљен је због свог учења и упорног противљења Веспазијану. Вероватно ово убиство пада на душу Титу, а не самом Веспазијану. Приватни живот цара Веспазијана драстично се разликовао од начина живота Калигуле или Нерона.

#### Грађевинска делатност
Период Веспазијанове владавине између 71. и 78. године је мистерија. Цар се посветио обнови Рима после грађанског рата, подигнут је храм мира на Форуму, завршен храм деификованог Клаудија а 75. изграђена колосална статуа Аполона, започета у Нероново време (прво је Аполон требало да има Неронов лик). Далеко најпознатији пројекат јесте почетак изградње Колосеума, подухват је финансиран из огромног плена донетог након освајања Јерусалима и блага из другог јеврејског храма. У провинцијама су изграђиване нови путеви и мостови.
Кроз велике јавне инвестиције, нарочито у изградњи, Веспазијан је подстицао привреду Римског царства. Од цара се нарочито очекивало да гради по Риму. У његово доба, Капитол је био поново изграђен, будући да је у борбама током Година четири цара тешко страдао.

#### Смрт и последице
У години у којој је био конзул по девети пут (79.) Веспазијан се разболео док је био у Кампанији. Његово стање се брзо погоршало. 23. јуна 79. цар је умро. Док је био на самртној постељи, захтевао је да га подигну на ноге пошто је веровао да: "Цар треба да умре на ногама." Царев велики смисао за хумор одразио се и на његове последње речи, Væ, puto deus fio. "Ах! Мислим да постајем бог!"

Веспазијан је умро природном смрћу; и по томе се разликовао од својих претходника. Веспазијана је одмах наследио најстарији син, Тит.

## Личност
Веспазијан је био познат по смислу за хумор, отвореном и дружељубивом карактеру, заповедничком држању и војничким способностима. Помагао је осиромашеним сенаторима и члановима реда витезова, и градовима и областима погођеним природним катастрофама. Посебно је био великодушан према писцима и реторима, неколицини је доделио пензије и до 1000 златника годишње. Ипак, Веспазијан није волео филозофе, сматрајући их немужевним гунђалима. Такође, био је веома попустљив према политичким противницима. Према Светонију, цар се изражавао отворено и шалио са пријатељима.
За време његове владавине новац је трошен на јавне радове и обнову и улепшавање Рима.
Светоније и Тацит, два најважнија писца о цару Веспазијану, описују га као човека средње висине и снажне појаве, напетог израза лица. Веспазијанове јавне слике на новцу приказују више реализма него што је то случај са пређашњим царевима. Веспазијан је описиван као народски човек, изразитог смисла за хумор до цинизма.